# Every Streetcar's Got a Name
Every Streetcar's Got a Name, med undertitlen "An Album About Sex and Desire", er Michael Møllers debutalbum udgivet den 5. november 2007.

## Sange
1. "Every Streetcar’s Got a Name" 2:47
2. "The Lie That Keeps US Together" 2:30
3. "Your Palace in the Morning" 5:21
4. "The Memory of Hotels" 3:46
5. "This Little Lady" 3:54
6. "A Queen Between Sheets" 3:07
7. "Don’t Ever Kiss Him Again" 2:07
8. "The Tarantula Arms" 2:01
9. "Don’t Ever Fuck Her Again" 2:37
10. "Your Skin, Your Smell, the Noises Youmake" 3:30
11. "Thegirlwithoutnumbersonher Back" 3:21
12. "The Skin Game" 3:50
13. "Tennessee" 2:40
14. "All the Girls I Lost in the Fires" 4:47
15. "A Sunday Routine"4:04
16. "We Did It Just the Same" 2:52